# Anartodes tunkinski
Anartodes tunkinski là một loài bướm đêm trong họ Noctuidae.